# Reinhold Callmander
Carl Reinhold Constantin Callmander (født 25. december 1840 i Örebro, død 2. november 1922 i Göteborg) var en svensk maler.
Callmander, der studerede i Stockholm og rundt om i Europa (Antwerpen, Paris, München m. v.), malede i begyndelsen mest genrebilleder og portrætter, tegnede karikaturer m. v.; senere arbejdede han væsentlig i de dekorative fag og vandt især et navn på glasmaleriets område (glasmalerier i Uppsala Domkirke, i kirker i Göteborg, Umeå, Varberg og andre steder). Callmander var lærer ved Göteborg Museums Tegneskole.